# Eumolpos
Pour les articles homonymes, voir Eumolpe (homonymie).
Dans la mythologie grecque, Eumolpos, ou Eumolpe (en grec ancien Εὔμολπος / Eúmolpos, « beau chanteur »), est le fils de Poséidon et de Chioné, héros initiateur à Éleusis des Mystères de Déméter. Il est l'éponyme des Eumolpides, famille aristocratique attachée au culte d'Éleusis en tant que prêtres.

## Mythe
Son histoire est racontée par le pseudo-Apollodore : pour cacher à son père Borée l’aventure qu’elle a eue avec Poséidon, Chioné jette son fils à la mer. Il est recueilli par Poséidon lui-même, qui l'emmène en Éthiopie et le confie à Benthésicymé, sa fille, dont l'époux, Endios, le marie à l'une de ses filles ; ils ont un fils ensemble, Ismaros. Mais Eumolpos essaie par la suite de violer l'une de ses belles-sœurs et doit s'exiler avec son fils. Il trouve refuge chez Tégyrios, roi de Thrace, qui lui accorde la main de sa fille. Mais il doit s'exiler à nouveau pour avoir comploté contre son beau-père. Réfugié à Éleusis, où il se lie à Héraclès en le purifiant du meurtre des Lapithes et en l'initiant aux Mystères. À la mort d'Ismaros, Eumolpos fait la paix avec Tégyrios et lui succède sur le trône. Quand la guerre éclate entre Éleusiniens et Athéniens, Eumolpos se range du côté de ses amis d’Éleusis : il prend la tête d'une importante armée thrace, et est tué au combat par Érechthée, chef des Athéniens. Poséidon, courroucé par la mort de son fils, entrouvre la terre et ensevelit Érechthée.

## Histoire
Pausanias parle du tombeau d'Eumolpos en Attique et lui prête un fils, Immarade, qu'il aurait eu de l'Océanide Daïra. Aristophane a dit que Daïra était la mère de Sémélé. Philochore fait en outre de Musée d'Athènes un Eumolpide, fils d'Eumolpos et Séléné, mais ce personnage possède de nombreuses filiations mythiques. Eumolpos aurait un autre fils, Hymétion (futur père de Dédale). Les différentes traditions le concernant ont amené certains lexicographes à distinguer plusieurs Eumolpos.